# Personer i Sverige födda i Tjeckoslovakien
Till personer i Sverige födda i Tjeckoslovakien räknas personer som är folkbokförda i Sverige och som har sitt ursprung i Tjeckoslovakien. Enligt Statistiska centralbyrån fanns det 2017 i Sverige sammanlagt cirka 5 000 personer födda i Tjeckoslovakien.

## Historisk utveckling

### Födda i Tjeckoslovakien
| Personer i Sverige födda i Tjeckoslovakien 1930–2024 | Personer i Sverige födda i Tjeckoslovakien 1930–2024 | Personer i Sverige födda i Tjeckoslovakien 1930–2024 | Personer i Sverige födda i Tjeckoslovakien 1930–2024 | Personer i Sverige födda i Tjeckoslovakien 1930–2024 |
| --- | ---------------------------------------------------- | ---------------------------------------------------- | ---------------------------------------------------- | ---------------------------------------------------- |
| |                                                      |                                                      |                                                      |                                                      |
| År |                                                      |                                                      | Folkmängd                                            |                                                      |
| 1930 | 1930                                                 |                                                      | 433                                                  |                                                      |
| 1950 | 1950                                                 |                                                      | 3 548                                                |                                                      |
| 1960 | 1960                                                 |                                                      | 3 562                                                |                                                      |
| 1970 | 1970                                                 |                                                      | 7 392                                                |                                                      |
| 1980 | 1980                                                 |                                                      | 7 529                                                |                                                      |
| 1990 | 1990                                                 |                                                      | 8 432                                                |                                                      |
| 2000 | 2000                                                 |                                                      | 7 304                                                |                                                      |
| 2001 | 2001                                                 |                                                      | 7 175                                                |                                                      |
| 2002 | 2002                                                 |                                                      | 7 044                                                |                                                      |
| 2003 | 2003                                                 |                                                      | 6 909                                                |                                                      |
| 2004 | 2004                                                 |                                                      | 6 763                                                |                                                      |
| 2005 | 2005                                                 |                                                      | 6 608                                                |                                                      |
| 2006 | 2006                                                 |                                                      | 6 453                                                |                                                      |
| 2007 | 2007                                                 |                                                      | 6 314                                                |                                                      |
| 2008 | 2008                                                 |                                                      | 6 216                                                |                                                      |
| 2009 | 2009                                                 |                                                      | 6 108                                                |                                                      |
| 2010 | 2010                                                 |                                                      | 5 970                                                |                                                      |
| 2011 | 2011                                                 |                                                      | 5 812                                                |                                                      |
| 2012 | 2012                                                 |                                                      | 5 692                                                |                                                      |
| 2013 | 2013                                                 |                                                      | 5 575                                                |                                                      |
| 2014 | 2014                                                 |                                                      | 5 453                                                |                                                      |
| 2015 | 2015                                                 |                                                      | 5 293                                                |                                                      |
| 2016 | 2016                                                 |                                                      | 5 164                                                |                                                      |
| 2017 | 2017                                                 |                                                      | 5 027                                                |                                                      |
| 2018 | 2018                                                 |                                                      | 4 899                                                |                                                      |
| 2019 | 2019                                                 |                                                      | 4 775                                                |                                                      |
| 2020 | 2020                                                 |                                                      | 4 631                                                |                                                      |
| 2021 | 2021                                                 |                                                      | 4 498                                                |                                                      |
| 2022 | 2022                                                 |                                                      | 4 362                                                |                                                      |
| 2023 | 2023                                                 |                                                      | 4 235                                                |                                                      |
| 2024 | 2024                                                 |                                                      | 4 111                                                |                                                      |
| Anm.: Befolkning den 31 december respektive år förutom åren 1960 och 1970 som avser förhållandet den 1 november och år 1980 som avser förhållandet den 15 september. Anledningen till att antalet personer minskar efter 1990-talet är att staten Tjeckoslovakien upphör att existera 1992. Staterna Tjeckien (se Personer i Sverige födda i Tjeckien) och Slovakien (se Personer i Sverige födda i Slovakien) bildades 1993. |                                                      |                                                      |                                                      |                                                      |